# 행복한 동행 (잡지)
행복한 동행은 2003년 11월 창간한 잡지이다. 대한민국의 월간지 "좋은생각"을 발행하는 좋은생각사람들에서 발행한다.